# Heilige Geestkerk (Mechelen)

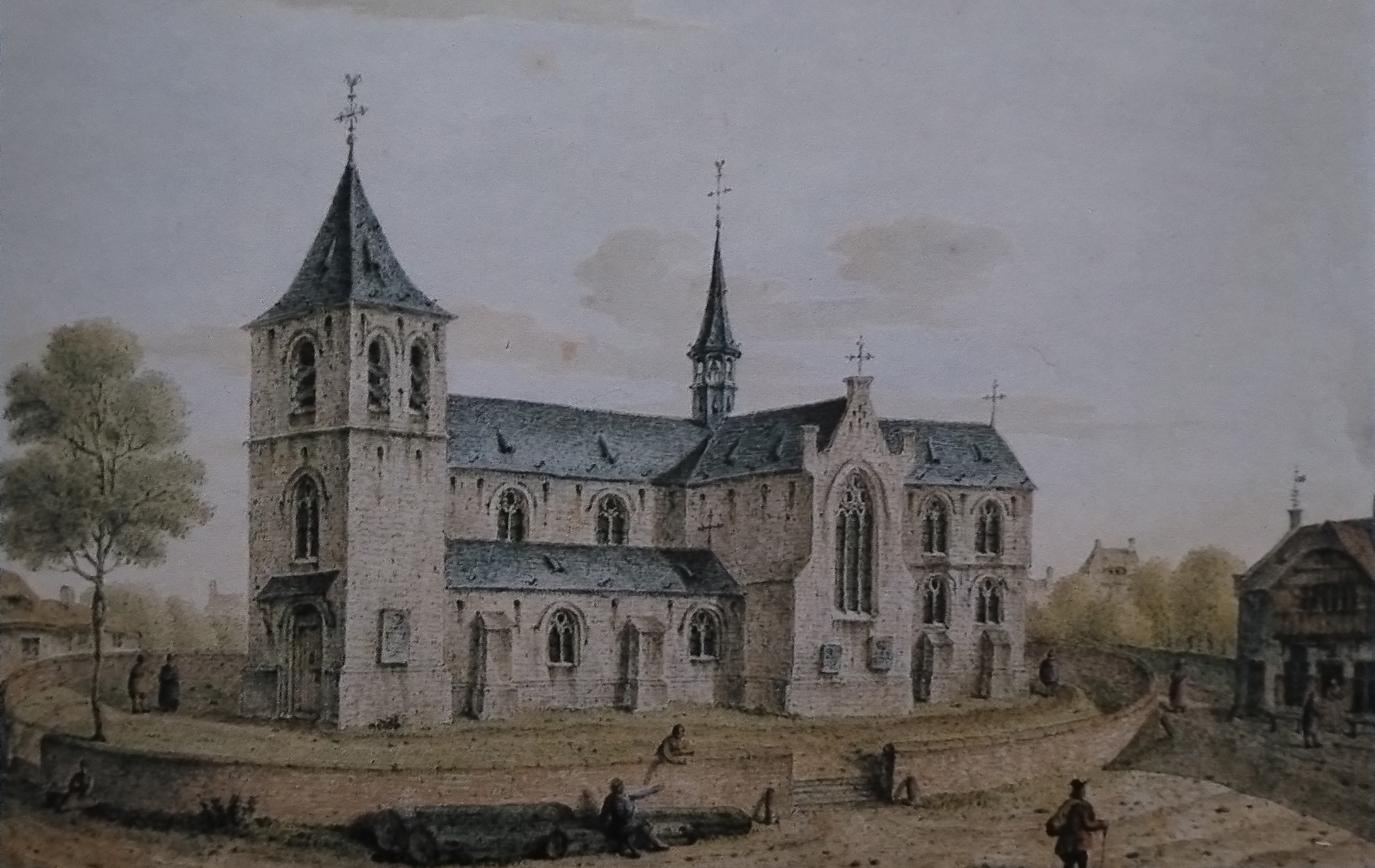
19e-eeuwse impressie van de kerk door Jan-Baptist De Noter

De Heilige Geestkerk was een gotische parochiekerk in het Mechelse gehucht Nekkerspoel. De 13e-eeuwse kerk werd vernield in 1578 tijdens de godsdienstoorlogen.
In de 13e eeuw kende het gehucht Nekkerspoel een grote bloei, met wevers en volders in de lakennijverheid en leerlooierijen. Daarom werd in 1255 een zelfstandige parochie opgericht. Voor deze parochie werd op de huidige Nekkerspoelstraat een kerk gebouwd. De Heilige Geestkerk werd in gotische stijl gebouwd, ze had drie beuken, een koor en een vierkanten toren van ongeveer vijftig meter hoog.
In 1578 staken de protestantse opstandelingen, die Mechelen in handen hadden, de kerk in brand om te verhinderen dat het Spaanse leger van Alexander Farnese de kerk zou gebruiken als steunpunt bij de belegering van Mechelen. De klokken van de kerk werden omgesmolten tot kanonnen.
De kerk werd nooit heropgebouwd en de parochie van Nekkerspoel, grotendeels ontvolkt, werd afgeschaft. Nabij de plaats van de oude kerk, tegen het kerkhof aan, werd er wel een woonhuis omgebouwd tot Nekkerspoelkapel.